# نظام نانولتر متكامل
نظام نانولتر متكامل

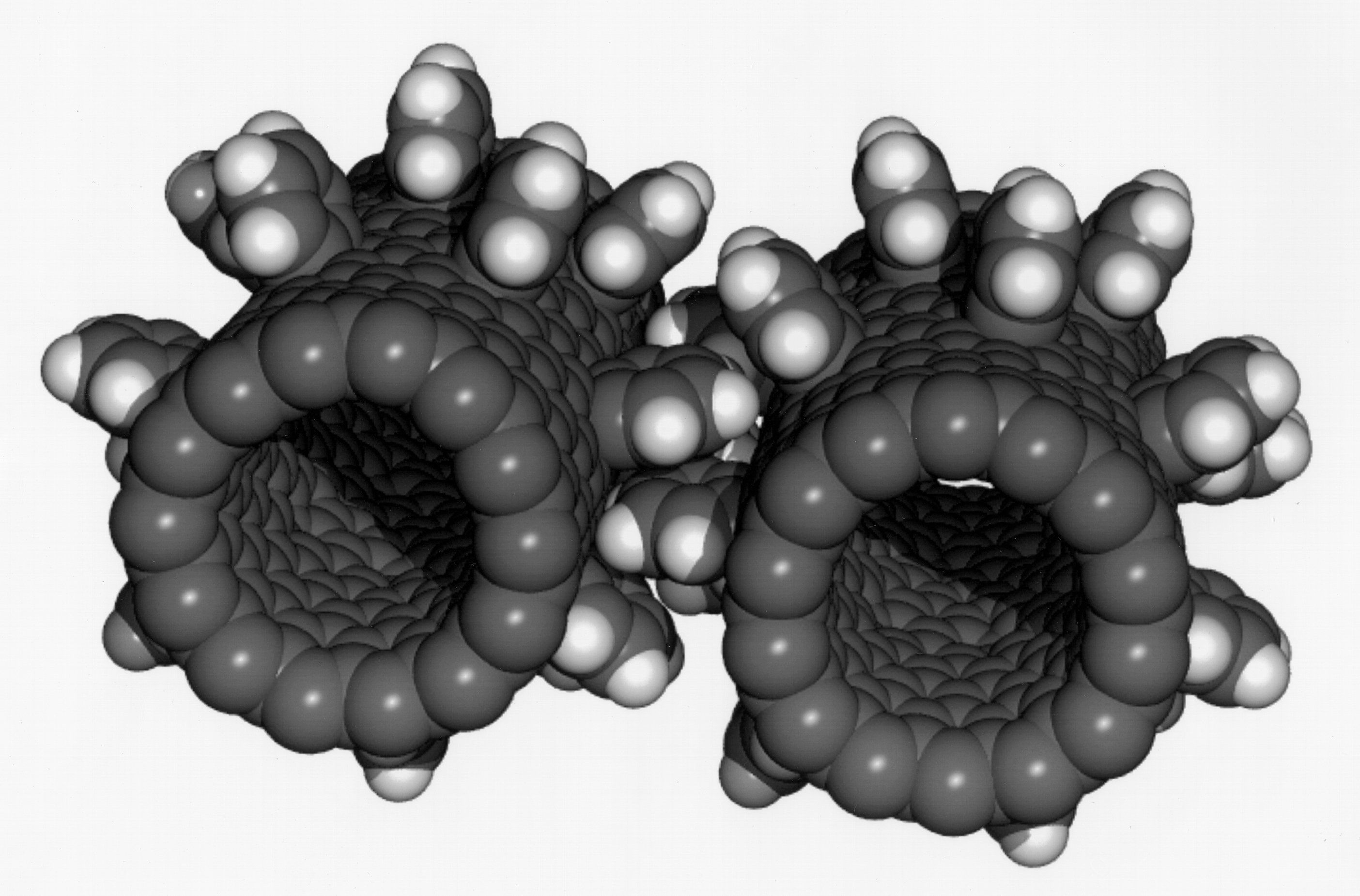
يقوم قسم أنظمة محاكاة الفضاء الجوي العددي (NAS) التابع لمركز أبحاث أميس التابع لناسا، في موفيت فيلد، كاليفورنيا بإجراء أبحاث حول الأجهزة ذات الحجم الجزيئي المعروفة باسم تقنية النانو. تُظهِر هذه الصورة اثنتين من "تروس الفوليرين النانوية" بأسنان متعددة. والأمل هو أنه في يوم من الأيام، يمكن تصنيع المنتجات باستخدام آلاف الآلات الصغيرة التي يمكنها الإصلاح الذاتي والتكيف مع البيئة التي توجد فيها. قام الباحثون بمحاكاة ربط جزيئات البنزين بالجزء الخارجي من الأنبوب النانوي لتشكيل أسنان التروس. الأنابيب النانوية هي أنابيب ذات حجم جزيئي مصنوعة من ذرات الكربون. "لقيادة" التروس، قام الكمبيوتر العملاق بمحاكاة الليزر الذي يعمل كمحرك. يقوم الليزر بإنشاء مجال كهربائي حول الأنبوب النانوي. يتم وضع ذرة موجبة الشحنة على أحد جانبي الأنبوب النانوي، وذرة سالبة الشحنة على الجانب الآخر. يقوم المجال الكهربائي بسحب الأنبوب النانوي مثل دوران العمود. جي هان، وآل جلوبس، وريتشارد جافي، وجلين ديردورف هم مؤلفو ورقة فنية توضح تفاصيل هذه التكنولوجيا والتي تظهر في مجلة تكنولوجيا النانو.

نظام نانولتر متكامل (بالإنجليزية: integrated nanoliter system)‏ مصطلح في التقانة النانوية الحيوية النظام المتكامل هو جهاز يعمل بأتمتة العملية البيولوجية باستخدام سوائل على مقياس النانولتر. النظم المتكاملة للنانولتر قد تستعمل لأجل تنقية أو فصل الجزيئات العضوية والبايولوجية.ان نظم متكاملة نانولتر مشابهة لدور الدوائر المتكاملة لإجراء العمليات الحسابية. ويجوز أن تكون منظومة متكاملة نانولتر تصنع مع الطباعة الحجرية الناعمة. النموذج المتكامل لنظام  نانولتر قد يكون في مساحة تبلغ نحو اثنين سنتيمتر مربع.